# Amaury Nolasco
Amaury Nolasco Garrido (Puerto Rico, 24 de diciembre de 1970), más conocido como Amaury Nolasco es un actor puertorriqueño de origen dominicano, conocido por el papel de Fernando Sucre en la serie televisiva Prison Break (2005-2008 y 2017), y por su papel en Transformers. En 2012 protagonizó la serie de televisión de la ABC Work It la cual fue cancelada durante su primera temporada. También se lo recuerda por su papel en 2 Fast 2 Furious.

## Biografía
Nolasco, hijo de dominicana Camelia Garrido y del ginecólogo dominicano Ángel Nolasco, nació en Puerto Rico. Estudió biología en la Universidad de Puerto Rico. Al principio no pensaba ser actor pero cuando se trasladó a Nueva York se hizo partícipe de la American British Dramatic Arts School. Allí se entrenó en dramas de Shakespeare y perfeccionó su técnica dialéctica y su presencia en el escenario. Al poco tiempo de estar en Nueva York, se trasladó a California, donde vive actualmente.

## Carrera
En su carrera ha tenido la oportunidad de participar en varias series televisivas como Arli$$, CSI: Las Vegas, ER y CSI: Nueva York, entre otras. Algunos de los papeles que lo llevaron a la fama dentro de la industria del cine fueron en Brother de Takeshi Kitano, junto con el de Orange Julius en la película 2 Fast 2 Furious.
Desde 2005 Amaury coprotagonizó la exitosa serie americana Prison Break, donde interpretó a Fernando Sucre, un hombre hispano que escapa de prisión a fin de impedir que la mujer que ama y que espera su bebé se case con otro.
En 2007 participó en la muy taquillera Transformers.
En 2008 Amaury rodó la película Dueños de la calle interpretando a un policía llamado Cosmo Santos. En ese mismo año también rodó la película Max Payne interpretando a Jack Lupino. Es su película más importante hasta la fecha.

## Filmografía
| Cine | Cine                   | Cine                  | Cine |
| Año  | Título                 | Personaje             |      |
| ---- | ---------------------- | --------------------- | ---- |
| 2000 | Brother                | Víctor                |      |
| 2002 | Final Breakdown        | Héctor Arturo         |      |
| 2003 | 2 Fast 2 Furious       | Orange Julius         |      |
| 2003 | The Librarians         | G-Man                 |      |
| 2004 | Mr. 3000               | Minadeo               |      |
| 2006 | The Benchwarmers       | Carlos                |      |
| 2007 | Transformers           | Figueroa              |      |
| 2008 | Street Kings           | Santos                |      |
| 2008 | Max Payne              | Jack Lupino           |      |
| 2009 | Armored                | Palmer                |      |
| 2011 | The Rum Diary          | Segurra               |      |
| 2013 | A Good Day to Die Hard | Murphy                |      |
| 2013 | El Teniente Amado      | Amado García Guerrero |      |
| 2014 | Venganza: In The Blood | Silvio Lugo           |      |
| 2014 | Animal                 | Douglas               |      |

| Televisión | Televisión                                  | Televisión             | Televisión |
| Año        | Título                                      | Personaje              |            |
| ---------- | ------------------------------------------- | ---------------------- | ---------- |
| 1999       | Arli$$                                      | Ivory Ortega           |            |
| 1999       | Early Edition                               | Pedro Mendoza          |            |
| 2000       | The Dukes of Hazzard: Hazzard in Hollywood! | Cypriano               |            |
| 2000       | The Huntress                                | Flaco Rosario          |            |
| 2001       | CSI: Crime Scene Investigation              | Héctor Delgado         |            |
| 2002       | ER                                          | Ricky                  |            |
| 2003       | George Lopez                                | Joven Manny            |            |
| 2004       | Eve                                         | Adrián                 |            |
| 2005       | CSI: NY                                     | Rubén DeRosa           |            |
| 2005–2009  | Prison Break                                | Fernando Sucre         |            |
| 2007       | Mind of Mencia                              | Él mismo               |            |
| 2009       | CSI: Miami (Temporada 8, Episodio 7)        | Nathan Cole            |            |
| 2010       | Southland                                   | Detective René Cordero |            |
| 2010       | Chase                                       | Marco Martínez         |            |
| 2012       | Work It                                     | Ángel Ortiz            |            |
| 2012-2016  | Rizzoli & Isles                             | Teniente Martínez      |            |
| 2015       | Telenovela                                  |                        |            |
| 2017       | Prison Break                                | Fernando Sucre         |            |
| 2017       | Deception                                   | Mike Álvarez           |            |